# La Charme
La Charme település Franciaországban, Jura megyében. Lakosainak száma 65 fő (2022. január 1.). La Charme Bersaillin, Chemenot, Colonne, Sellières, Vers-sous-Sellières és Le Villey községekkel határos.

## Népesség
A település népességének változása:
| Lakosok száma | 51   | 39   | 37   | 36   | 63   | 67   | 68   | 66   | 66   | 65   |
|               | 1968 | 1982 | 1990 | 2006 | 2013 | 2015 | 2017 | 2019 | 2020 | 2022 |